# Бочкарёв, Михаил Николаевич
Михаил Николаевич Бочкарев (род. 12 февраля 1939 года, Горький) — российский учёный-химик, главный научный сотрудник и руководитель сектора комплексов редкоземельных элементов Института металлорганической химии имени Г. А. Разуваева РАН. Кандидат химических наук (1968 год), доктор химических наук (1982 год), профессор (1993 год), заслуженный деятель науки РФ (1999).

## Биография
Бочкарев Михаил Николаевич родился в 1939 году в г. Горьком. Окончил в 1961 году Горьковский политехнический институт по специальности органическая химия и был направлен в Институт хлорорганических продуктов и акрилатов (Дзержинск) на должность младшего научного сотрудника. В 1963 году поступил в аспирантуру при Лаборатории стабилизации полимеров АН СССР (в последствии реорганизованную в Институт химии АН СССР и, далее, — в Институт металлоорганической химии РАН) в группу, руководимую Н. С. Вязанкиным. В 1968 году защитил кандидатскую, а в 1982 — докторскую диссертации на тему «Полиядерные металлоорганические соединения на основе кремния, германия и олова». Продолжая работать в том же институте, занимал должности младшего, затем старшего научного сотрудника, ученого секретаря и заведующего лабораторией Комплексов редкоземельных элементов (КРЗЭ) (ранее Полиядерных металлоорганических соединений (ПМОС)). В 1993 году получил звание профессора, в 1999 году — звание Заслуженного деятеля науки. В 2018 году получил премию имени А. Н. Несмеянова «за цикл работ по химии органических соединений редкоземельных элементов и их применению в оптоэлектронике».

## Научные интересы
Научные интересы включают химию органических и координационных соединений лантаноидов, непереходных и переходных металлов, химию дендримеров и сверхразветвленных полимеров. Большое внимание уделяется разработке новых люминесцентных веществ на основе лантаноидных соединений для различных областей применения, включая органические светоизлучающие диоды и биомедицинские приложения.

## Научно-педагогическая деятельность
Список научных трудов насчитывает более 390 публикаций, включая Angewandte Chemie, Journal of the American Chemical Society, Chemical Reviews, Coordination Chemistry Reviews, три монографии, две главы в сборниках и ряд обзорных статей в ведущих международных изданиях. Получено 16 патентов и авторских свидетельств. Под руководством Бочкарева М. Н. защищено 3 докторских и 23 кандидатских диссертации. Его ученик Федюшкин И. Л. стал академиком РАН, а Трифонов А. А. членом-корреспондентом РАН.
Индекс Хирша 37 (на момент мая 2024 года).